# 53e régiment d'infanterie (5e régiment d'infanterie westphalien)
Pour les articles homonymes, voir 53e régiment.
Le 53e régiment d'infanterie (5e régiment d'infanterie westphalien) (5. Westfälisches Infanterie-Regiment Nr. 53) est une unité d'infanterie de l'armée prussienne.

## Histoire
Par ordre du cabinet du 5 mai 1860, le régiment est créé sous le nom de 13e régiment d'infanterie combiné, à partir des trois bataillons de la Landwehr de Münster, Borken et Warendorf (devenus respectivement le 1er, 2e bataillon et le bataillon de fusiliers du régiment). Il est renommé 53e régiment d'infanterie (5e régiment d'infanterie westphalien) et affecté à la 25e brigade d'infanterie de la 13e division d'infanterie du 8e corps d'armée. L'état-major et le 1er bataillon sont stationnées à Münster, le 2e bataillon à Coesfeld et le bataillon de fusiliers à Warendorf. L'année suivante, les drapeaux sont remis au régiment.

### Guerre des Duchés
Au sein du 8e corps d'armée, l'unité se met en marche vers la région d'Herford, de là, elle prend le train jusqu'à Harbourg. L'unité participe ensuite à l'assaut et la capture de la 4e redoute lors de la bataille de Dybbøl le 18 avril 1864. Le régiment combat par la suite sur l'île d'Alsen. Durant ce conflit, le commandant du régiment, un commandant de bataillon et deux lieutenants reçoivent l'ordre Pour le Mérite. Les pertes s'élèvent à 3 officiers et 42 sous-officiers ou soldats. En décembre de la même année, le prince Frédéric-Guillaume de Prusse est nommé commandant du régiment. Le régiment est transféré à Mayence.

### Guerre austro-prussienne
Au début du conflit, le régiment marche et capture Hanovre, puis marche vers Eisenach via Göttingen. Il participe à la bataille de Reidharthausen et Zella contre les bavarois, qui sont repoussées vers le sud. À la suite d'une bataille, l'unité capture Kissingen, combat à Aschaffenbourg, occupe Francfort-sur-le-Main, livre bataille à Tauberbischofsheim et Gerchsheim puis participe au bombardement et à la capture de Wurtzbourg.
Durant ce conflit, les pertes du régiment s'élèvent à 2 officiers et 31 sous-officiers ou soldats.
Afin de créer le 85e régiment d'infanterie (de), les 6e, 9e et 13e compagnies du régiment sont transférés le 27 septembre 1866 au régiment nouvellement créé. La même année, l'état-major, le 1er et le 2e bataillon sont transférés à Wesel et le bataillon de fusiliers à Clèves

### Guerre franco-prussienne
L'unité est affectée à la 28e brigade d'infanterie de la 14e division d'infanterie du 7e corps d'armée. Le régiment combat le 6 août 1870 à Forbach-Spicheren, le 14 août à Borny-Colombey, le 18 août à Saint-Privat puis participe aux sièges de Metz, Thionville et Mézières. L'unité recense comme pertes durant le conflit, 13 officiers et 73 sous-officiers ou soldats. À la fin de la guerre, l'état-major, le 1er bataillon et le bataillon de fusiliers sont transférés à Münster et le 2e bataillon à Paderborn.
En 1877, l'état-major, le 1er bataillon et le bataillon de fusiliers sont transférés à Aix-la-Chapelle et le 2e bataillon à Juliers.
Dans l'objectif de créer le 131e régiment d'infanterie, la 10e compagnie du régiment est transférée le 1er avril 1881 au nouveau régiment.
En 1887, un 4e bataillon est créé à Aix-la-Chapelle et le bataillon de fusiliers est renommé 3e bataillon. De plus, la 2e compagnie du régiment est transférée le 1er avril 1881 au 13e régiment d'infanterie
Après le couronnement du chef du régiment en 1888, Frédéric III, le régiment met la couronne sur les épaulettes à la place du numéro de régiment, ce qui en fait le seul régiment avec ce type d'épaulettes. Les membres de l'unité prennent le surnom de "fils de la couronne" notamment en Westphalie et Rhénanie.
En 1890, le 4e bataillon est transféré afin de former le 141e régiment d'infanterie et le 2e bataillon est transféré à Aix-la-Chapelle et tout le régiment s'installe dans la Caserne rouge (de).
Les 13e et 14e compagnies sont formées le 2 octobre 1893 afin de recréer le 4e bataillon. La garnison du régiment change pour la dernière fois en 1895 et s'installe à la garnison de la couronne à Cologne-Kalk sur la rive droite du Rhin.
Le 1er avril 1897, le 4e bataillon est transféré afin de former le 158e régiment d'infanterie.
En 1898, la princesse Victoria de Prusse, sœur de l'empereur Guillaume II, est nommée chef du régiment.
Une compagnie de mitrailleuses (13e compagnie) est de incorporée au régiment en 1909 avec 99 soldats.
En 1910, le jubilé des 50 ans du régiment est célébré au Nouveau Marché (de) de Cologne en présence de Victoria de Prusse.

### Première Guerre mondiale
Le 2 août 1914, le régiment est mobilisé selon le plan de mobilisation. En plus de se déplacer sur le terrain, le régiment lève un bataillon de remplacement de 4 compagnies, ainsi que deux dépôts de recrues. Le 7 août, l'unité participe à la conquête de Liège puis combat le 22 à Charleroi et le 30 à Guise. Le mois suivant, elle participe à la bataille de la Marne.
En 1915, l'unité est affectée à la 50e division d'infanterie et combat en Champagne dans la région sud de Sommepy puis en automne à la bataille de Champagne vers Tahure, au nord de Perthes et du Mesnil.
L'année suivante, le régiment combat devant Verdun et participe à la prise du fort de Vaux.
En 1917, l'unité combat en Argonne puis en avril participe à la bataille du Chemin des Dames vers Juvincourt.
Le régiment est utilisé dans l'opération Michael qui débute le 21 mars 1918 mais doit défendre pendant la bataille de la Marne.
Les pertes du régiment s'élèvent pendant la première Guerre mondiale : 132 officiers, 300 sous-officiers et 2450 soldats.
Le régiment est démobilisé après la guerre et est finalement dissous en 1919.

## Chefs de régiments
| Nom                | Date                     |
| ------------------ | ------------------------ |
| Frédéric III       | décembre 1864 à 1898     |
| Victoria de Prusse | de 1898 à la dissolution |

## Commandants
| Grade  | Nom                                    | Date                                 |
| ------ | -------------------------------------- | ------------------------------------ |
| Oberst | Gustav von Buddenbrock                 | 1er juillet 1860 au 25 juin 1864     |
| Oberst | Paul von Kamenke                       | 26 juin au 3 juillet 1864            |
| Oberst | Udo von Tresckow                       | 3 juillet 1864 au 8 juillet 1866     |
| Oberst | Rudolf von Manteuffel (de)             | 8 juillet 1866 au 10 octobre 1868    |
| Oberst | Moritz von Gerstein-Hohenstein (de)    | 10 octobre 1868 au 13 juillet 1872   |
| Oberst | Eugen von Olszewski (de)               | 18 juillet 1872 au 14 mai 1878       |
| Oberst | Hans Karl Georg von Kaltenborn-Stachau | 15 mai 1878 au 20 septembre 1881     |
| Oberst | Hugo von Wentzell                      | 21 septembre 1881 au 8 mars 1887     |
| Oberst | Carl Hencke                            | 9 mars 1887 au 17 décembre 1889      |
| Oberst | Bodo von der Horst (de)                | 18 décembre 1889 au 18 avril 1893    |
| Oberst | Max Steinmann                          | 19 avril 1893 au 22 mars 1897        |
| Oberst | Hermann von Randow (de)                | 23 mars 1897 au 16 juin 1900         |
| Oberst | von Houwald                            | 17 juin 1900 au 23 avril 1904        |
| Oberst | Gustav von Blankenburg                 | 24 avril 1904 au 17 novembre 1905    |
| Oberst | Hinko von Lüttwitz                     | 18 novembre 1905 au 20 décembre 1909 |
| Oberst | Paul Reichenau                         | 21 décembre 1909 au 4 mars 1913      |
| Oberst | Hermann von Buchka (de)                | 5 mars au 19 mai 1913                |
| Oberst | Ernst von Eschwege                     | 20 mai 1913 au 24 août 1914          |
| Oberst | Georg Johow                            | 25 août au 14 octobre 1914           |
| Oberst | Bernhard Fabarius                      | 15 octobre au 19 décembre 1914       |
| Oberst | Hans von Troilo (de)                   | 20 décembre 1914 au 29 mars 1919     |
| Oberst | Ralf von Rango                         | 30 mars 1919 à la dissolution        |